# Di questi tempi
Di questi tempi è l'ottavo album del cantautore italiano Gianni Togni, pubblicato dall'etichetta discografica CGD nel 1987.
Il disco è prodotto dallo stesso artista, che firma le musiche dei brani, mentre gli arrangiamenti sono opera di Fio Zanotti ed i testi di Guido Morra.

## Tracce

### Lato A
1. C'è una verità
2. Sono con te
3. Sì o no
4. Un uomo tranquillo
5. Le bambine come te

### Lato B
1. Siamo una cosa sola
2. Non devi dire mai più
3. Occidentale
4. Cosa mi fai
5. Il cuore della notte

## Formazione
- Gianni Togni – voce
- Paolo Gianolio – chitarra acustica, chitarra elettrica
- Fio Zanotti – tastiera, programmazione, pianoforte, percussioni
- Roberto Puleo – chitarra
- Pier Michelatti – basso
- Fabrizio Foschini – tastiera
- Flavio Scopaz – basso in "Un uomo tranquillo"
- Lele Melotti – batteria